# Histoire de l'equity au Canada
Vous pouvez aider à l'améliorer ou bien discuter des problèmes sur sa page de discussion.
- Il peut contenir un travail inédit ou des déclarations non vérifiées. Vous pouvez l’améliorer en ajoutant des références. (Marqué depuis mars 2025)

Vous pouvez aider à l'améliorer ou bien discuter des problèmes sur sa page de discussion.
- Il ne cite pas suffisamment ses sources. Vous pouvez indiquer les passages à sourcer avec {{référence nécessaire}} ou {{Référence souhaitée}}, et inclure les références utiles en les liant aux notes de bas de page. (Marqué depuis mars 2025)
- Il provient essentiellement de <lien absent>, ou recopie cette source, en partie ou en totalité. Cette source est libre de droits, mais elle peut être trop ancienne ou peu objective. Améliorez la pertinence et la neutralité de l’article à l'aide de sources plus récentes. (Marqué depuis mars 2025)
- Son texte doit être wikifié : il ne correspond pas à la mise en forme Wikipédia (style, typographie, liens internes, liens entre les wikis, etc.). (Marqué depuis mars 2025)
- Son introduction est soit absente, soit non conforme aux conventions de Wikipédia. (Marqué depuis mars 2025)

- Archive Wikiwix
- Bing
- Cairn
- DuckDuckGo
- E. Universalis
- Gallica
- Google
- G. Books
- G. News
- G. Scholar
- Persée
- Qwant
- (zh) Baidu
- (ru) Yandex
- (wd) trouver des œuvres sur Wikidata

Le présent article porte sur l'histoire de l'equity au Canada, en mettant l'accent sur l'equity dans les provinces de l'Atlantique au XIXe siècle.   

## La distinction entre la common law et l’equity
L’equity est définie comme étant une branche du droit ou encore un système juridique qui a évolué afin d’atténuer la rigidité des règles de la common law.1  En effet, avant l’arrivée de ce système en occident, au Moyen Âge, les requérants devaient soumettre des brefs (writs).2  Il s’agissait de documents juridiques soumis à la cour dans le but d'intenter une action en common law.3 La common law était ainsi un système rigide en ce sens qu’il y avait des catégories prédéterminées de brefs qui ne prenaient pas en compte les particularités de chaque situation.4
Historiquement, l’equity s’est développée de façon distincte de la common law.5 Ce système a notamment évolué dans des cours spécialisées, qui portaient le nom de «cours de chancellerie».6 Ces cours spécialisées étaient séparées de la common law et avaient compétence exclusive pour rendre des décisions en equity.7 Les chanceliers y jouaient un rôle central, agissant en tant que juges lors des audiences.8
De même, les principes fondamentaux du système d’equity étaient axés sur la justice et la conscience.9 Ceux-ci étaient exprimés sous forme de maximes qui incarnaient les valeurs, ainsi que les principes moraux de l’equity.10 Ces maximes servaient aussi à discerner les nombreuses règles que le système d’equity a établies au fil des siècles.11

## Mise en contexte: en Angleterre
L'histoire de l'equity en Angleterre et au Canada est étroitement liée, il importe ainsi d’y revenir.12 Au XVIIe siècle, l’equity n’était pas encore formalisée en Angleterre.13 En d’autres termes, les chanceliers refusaient ou acceptaient les demandes de réparations des citoyens, non en se fondant sur un précédent,  mais plutôt en se basant sur leur conscience (sur ce qui leur paraissait juste dans la situation qui leur était présentée).14 Ils avaient ainsi une plus grande liberté pour trancher chaque question « au cas par cas », contrairement aux juges de la common law.15
Bien que de prime abord, le système d’equity semblait être la réponse aux problèmes du système judiciaire, il a fait l’objet de critiques dans ce contexte.16 En effet, de nombreux juristes, dont Selden (1654) la qualifiaient d’arbitraire et critiquaient le fait qu’elle se développait à partir des choix basés sur la conscience d’un seul groupe de personnes, soit, les chanceliers.17
Toutefois, le XIXe siècle a été une période de réforme juridique en Angleterre.18  En 1854, la Common Law Procedure Act a permis aux tribunaux de common law d’accorder certaines réparations en equity. Parallèlement, la Chancery Amendment Act, également connue sous le nom de la Lord Cairn’s Act, a conféré le pouvoir d’accorder des dommages-intérêts, d’autoriser des remplacements d’injonction, voire, des ordonnances d’exécution en nature en 1858.19
Cependant, les lois les plus importantes sont les Judicature Acts de 1873 et de 1875.20 Elles visaient à abolir plusieurs cours spécialisées, dont les cours de chancellerie (d’equity) afin de les fusionner pour avoir une seule cour, soit, la Supreme Court of Judicature.21 Cette cour comprenait une Haute Cour qui avait des divisions dédiées à la chancellerie (donc, à l’equity), la Division du Banc de la Reine, la Division des successions, du divorce, ainsi que de l’amirauté.22
Bref, bien que la common law et l’equity aient évolué séparément en Angleterre, les apports au niveau de la législation ont engendré une fusion par l’établissement d’une cour supérieure unique au XIXe siècle qui était chargée d’administrer le droit substantiel.23

## L’equity dans les provinces des maritimes

### Mise en contexte: les provinces de l’Atlantique
Au Canada, tout comme en Angleterre, la législation s’est développée dans deux systèmes judiciaires distincts.24 Les étapes menant à la fusion des deux systèmes en Angleterre au XIXe siècle ont été reflétées au Canada. En effet, la première étape consistait en l’abolition des différentes cours d’equity, puis en l’administration de l’equity dans les mêmes cours que celles de la common law.
Tout d’abord, au Canada, il y avait de nombreux tribunaux spécialisés. Parmi ces cours figuraient les cours de chancellerie et des cours de vice-amirauté, dans les villes d’Halifax, de Québec, de Saint-Jean, ainsi que de St. John's. Comme en Angleterre, la cour de la chancellerie était le tribunal spécialisé le plus important.25
Pour ce qui est des provinces de l’Atlantique au Canada, au XIXe siècle (plus précisément en 1815 26) les lieutenant-gouverneurs, et non les chanceliers, avaient pour rôle de présider la cour de la chancellerie. Ces lieutenant-gouverneurs prenaient des décisions concernant les demandes des citoyens. De même, des tribunaux d'equity ont été créés dans les provinces de l’atlantique pour des raisons qui diffèrent les unes des autres. Cependant, aucune cour de chancellerie dans les provinces de l’Atlantique n'a survécu longtemps.27

### Nouvelle-Écosse
La cour d’equity de la Nouvelle-Écosse a été créée en 1826.  Plus de 80 % des décisions concernaient les sûretés immobilières entre les années 1821 et 1845. La charge de travail de la cour avait considérablement augmenté28. Bien que cette augmentation n’ait pas ralenti de manière significative le rythme auquel les décisions étaient rendues, il était plus coûteux d’intenter des actions dans cette cour d’equity qu’ailleurs.29
Ainsi, la cour d’equity a été abolie en 1855.30 Environ 1900 décisions ont été rendues à la Cour de chancellerie de la Nouvelle-Écosse avant son abolition.31
L'abolition de cette cour a suscité de la controverse. Certains trouvaient que son abolition était injustifiée. Toutefois, les raisons avancées pour son abolition sont les suivantes :  les dépenses à devoir encourir dans le cadre des procédures, des retards, ainsi que l'obscurantisme.32 De plus, la dernière personne à présider la cour, Alexander Stewart, était mal aimé pour ses manières décrites de «hautaines».33 Ainsi, les tribunaux de la Nouvelle-Écosse et du Nouveau-Brunswick (comme nous le verrons plus tard) ont fusionné les cours de la common law et l'equity au sein de la cour de haute instance.34
De plus, en 1864, la Nouvelle-Écosse créa un poste de juge à la cour ayant la plus haute instance, appelé « Juge en equity » (Judge in Equity) pour traiter les affaires (avant 1855), qui auraient été portées devant la Cour de la chancellerie.35Il s’agissait de la création d'une division au sein des cours supérieurs, et non d’une reprise des cours de chancellerie. James William Johnston a été le premier à être nommé comme Juge en equity.36

### Nouveau-Brunswick
La cour d’equity du Nouveau-Brunswick a été créée en 1838.37 Les réactions face à la création des cours de chancellerie divergent. 
Tandis qu’un groupe trouvait que financer ce projet constituerait une charge injustifiée pour les finances publiques.
Un autre groupe, dont Sir John Harvey trouvait que sa création était nécessaire: il s'est adressé à l'Assemblée législative du Nouveau-Brunswick en 1838 pour souligner que le système de la common law et de l’equity sont distincts et que les mêmes juges ne pouvaient rendre à la fois, des décisions en common law et en equity dans la province. Ces systèmes étaient basés sur des principes et administrés selon des modes très différents l'un de l'autre. Ce dernier a également avancé comme argument que la charge de travail de la Cour du Banc de la Reine en common law était si importante que ses juges ne pouvaient pas faire le travail d'equity avec rapidité (d’où l’importance de créer une cour distincte d’equity).38
Toutefois la cour d’equity du Nouveau-Brunswick a été abolie 14 ans après sa création, en 1854. Cette abolition a été la première au Canada et a été peu controversée.39
L'abolition de la cour a été effectuée sur la recommandation d'une commission sur la révision de la législation et de l’equity. Elle avait conclu que le système de cette époque donnait trop de pouvoir à un seul individu, puisque la compétence du tribunal était basée sur la conscience.40 En effet, les appels ne pouvaient être interjetés qu'auprès du lieutenant-gouverneur, puis devant le Conseil privé en Angleterre. Il s’agit de la raison principale pour laquelle l'Assemblée a promulgué l'abolition de la Cour, ainsi que du poste de Maitre des Rôles (Master of the Rolls).41
En 1879, après la fusion des cours, le Nouveau-Brunswick a établi également un poste de « juge en equity » à la cour du Banc Roi, auquel Acalus Palmer fut nommé, mais il abolit ce poste lorsque Palmer a été forcé de prendre sa retraite en 1894.42 La province adopte également une loi sur l'organisation judiciaire en 1884, qui proclame la primauté de l'equity. Cette loi permettait également de séparer la cour de haute instance en deux divisions : la division de la chancellerie, qui était composée de deux juges, ainsi que la division de la Cour du banc du roi, composée de quatre divisions.43

### Île-du-Prince-Édouard
La cour d’equity de l’Ile-du-Prince Édouard a été créée en 1848, à l'initiative des lieutenants-gouverneurs.44 L’Île-du-Prince-Édouard avait une Cour de la chancellerie, qu'elle a conservée tout au long du XIXe siècle allant jusqu'en 1974, au XXe siècle, année à laquelle elle a été abolie et ses pouvoirs ont été dévolus à la Cour suprême de cette province.45
L'Île-du-Prince-Édouard est la dernière province canadienne à avoir fusionné les cours de common law et l'equity, bien qu'il y ait eu une réforme de la procédure en 1884 qui a réduit la distinction pratique entre les deux tribunaux.46

### Terre Neuve et Labrador
Contrairement aux autres provinces des maritimes, Terre-Neuve-et-Labrador n’a jamais eu de cour de chancellerie. Ainsi, elle n’est pas passée par le processus d’abolition de la cour. La Cour Suprême de cette île exerçait à la fois la common law et la compétence en equity à travers le Chief Justice Francis Forbes (en), qui avait compétence pour rendre ces décisions.47
En effet, la Cour Suprême de cette île a été reconstituée en vertu d'une charte royale en 1824. Dans ce cadre, elle a reçu la compétence des tribunaux de common law de « Westminster Hall » et d’equity de la « High Court of Chancery ». Ainsi, au Canada, nous n'avons pas une seule histoire de fusion, mais plusieurs, qui diffèrent.48

## L’interaction de la common law et de l’equity
Il est évident que l’interaction entre la common law et l’equity suit des étapes similaires à travers les différentes provinces de l’Atlantique (à l’exception de Terre-Neuve-et-Labrador)49, et ces étapes peuvent être résumées comme suit :
- Étape 1: Avant que l’equity ne soit institutionnalisée : en effet, la nature souple et discrétionnaire de l'equity a fait l'objet de critiques parce qu'elle était perçue comme étant arbitraire, incertaine et contraire à la primauté du droit.50
- Étape 2:  Institutionnalisation et critiques  : la création d’une cour de chancellerie, qui a ensuite donné lieu à des critiques concernant sa façon de fonctionner dans les cours.51
- Étape 3: Abolition des cours de chancellerie : la mise en vigueur de lois afin d’abolir les cours d’equity afin d’accorder compétence aux Hautes en common law et en equity.52

Bien que ces différentes cours aient été combinées au XIXe siècle, il importe de préciser que les règles formulées et développées dans ce système (à travers des maximes), maintenaient toute leur importance dans le cadre de procédures pour obtenir des réparations53. En d’autres mots, il ne s’agissait pas d’une fusion substantive de la common law et de l’equity.54 Toutefois, la question de savoir s’il s’agissait d’une fusion purement administrative représentait un sujet de débat au Canada.55 En effet, les auteurs ont des opinions divergentes à ce sujet. Tandis qu’un groupe parle de fusion des systèmes, d’autres évoquent un chevauchement de principes.56
Le juriste Lionel Smith, du XXIe siècle, présente deux cadres pour interpréter les points de vue relatifs à sa perception. Le premier cadre concerne une personne dite, « pragmatique ». Celle-ci perçoit la common law et l’equity non comme des silos isolés, mais plutôt comme des systèmes dont des aspects peuvent être combinés. Tandis que le « puriste », croit en la continuité de la distinction entre la doctrine, ainsi que les règles traditionnelles de l’equity. ». Ainsi, tandis qu’un groupe parle d’une fusion, l’autre parle de chevauchement.57
L’exemple suivant permettrait de démontrer ce chevauchement: 
Tandis que les réparations en common law, consistent en des dommages-intérêts à titre d'indemnisation pour les préjudices causés, l'equity, se situe du point de vue de la « conscience »; la partie ayant causé le préjudice devra ainsi, «poser un geste».58
Snell présente une liste de plusieurs recours qui diffèrent des recours de common law 59. Par exemple, l’individu pourrait être amené à exécuter un contrat (exécution en nature), mettre fin à la conduite d’un individu (injonction), rendre des comptes concernant la manière dont un individu a administré les biens d'autrui (compte), etc. Cet exemple démontre la complémentarité entre la common law et l’equity.60
Somme toute, au XIXe siècle, la nature de l’equity a changé, par sa règlementation pour encourager un processus similaire à celui de la common law, il continue d'y avoir des différences qualitatives entre le droit et l'equity dans les provinces atlantiques à cette époque.